# Cosmiomorpha sauteri
Cosmiomorpha sauteri är en skalbaggsart som beskrevs av Thierry Bourgoin 1931. Cosmiomorpha sauteri ingår i släktet Cosmiomorpha och familjen Cetoniidae. Inga underarter finns listade i Catalogue of Life.